# Verhaltenstheoretische Soziologie
Die verhaltenstheoretische Soziologie steht unter dem Einfluss des Behaviorismus, eines Ansatzes der (Sozial-)Psychologie, der den Organismus Mensch als Blackbox betrachtet. Untersucht wird nur der Zusammenhang zwischen Input und Output (Quantitative Sozialforschung). Die soziologische Erforschung des Sozialverhaltens berücksichtigt aber auch Erkenntnisse der Humanethologie, die menschliche Verhaltensweisen aus der Evolutionsgeschichte einzelner Habits erklärt. Innerhalb der Anthropologie, zu der in anglophonen Ländern auch die Ethnologie gerechnet wird, ist diese Betrachtungsweise in den letzten Jahren wieder in Mode gekommen, weil sie versucht, das menschliche und das tierische Verhalten zu einer gemeinsamen Soziobiologie zusammenzuführen. 
Der Gegenbegriff zum „sozialen Verhalten“ ist soziales Handeln, siehe auch Handlungstheorie.
Eine verhaltenstheoretische Forschungsrichtung, die sich auf die Tradition von Max Weber beruft, ist der Managerialism, der die Schleusenfunktion bestimmter Entscheidungsträger im System Stadt untersucht.